# Jan de Wael

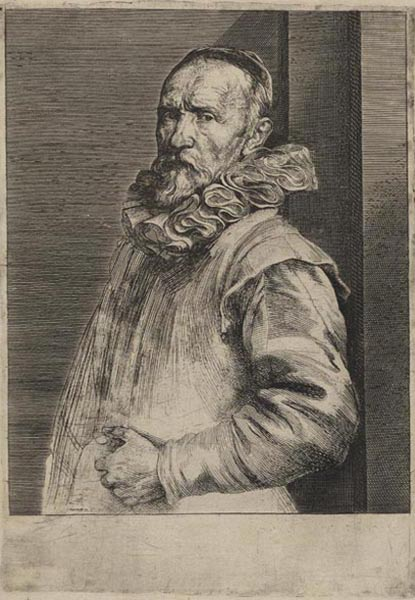
Ritratto di Jan de Wael realizzato da Antoon van Dyck.

Jan de Wael (Anversa, 1558 – Anversa, 1633) è stato un pittore fiammingo.

## Biografia
Membro di una famiglia di pittori anversana, Jan fu allievo di Frans Francken I e dal 1584 entrò nella gilda di San Luca.
Dopo aver lavorato a Parigi con Jan de Mayer e viaggiato in Italia, ritornò in patria e si sposò nel 1588 con Gertrude de Jode, sorella di Pieter de Jode I e zia di Pieter de Jode II. Nel 1594 divenne decano della gilda.
Ebbe due figli Cornelis e Lucas, entrambi divenuti pittori.